# Шињи (Ен)
Шињи (фр. Chigny) насеље је и општина у североисточној Француској у региону Пикардија, у департману Ен (Пикардија) која припада префектури Вервен.
По подацима из 2011. године у општини је живело 146 становника, а густина насељености је износила 13,94 становника/km². Општина се простире на површини од 10,47 km². Налази се на средњој надморској висини од 170 метара (максималној 198 m, а минималној 107 m).

## Демографија
| 1962. | 1968. | 1975. | 1982. | 1990. | 1999. | 2011. |
| ----- | ----- | ----- | ----- | ----- | ----- | ----- |
| 186   | 234   | 216   | 161   | 175   | 161   | 146   |

График промене броја становника у току последњих година